# Valle di Danyor
Valle di Danyor é una valle che inizia dallo versante sud del monte Rakaposhi e fonde alla riva di Indo e Hunza in Distretto di Gilgit del ente settentrionale del Pakistan. Il ruscello di Danyor fra Sultanabad e Danyor si chiama Danyor nullah, anch'esso fa  parte dal ghiacciaio di Rakaposhi.

## Valli nelle vicinanze
- Valle di Bagrot
- Valle di Naltar
- Valle di Tesot
- Valle di Nomal